# Академическая гребля на летних Азиатских играх 2014
Соревнования по академической гребле на летних Азиатских играх 2014 прошли с 20 по 25 сентября в Международном гребном центре Чхунджу Тангым.

## Призёры

### Мужчины
| Соревнование                 | Золото | Серебро | Бронза |
| ---------------------------- | --- | --- | --- |
| Одиночки                     | Иран · Мохсен Шади | Республика Корея · Ким Дон Ён | Индия · Саварн Сингх |
| Двойки парные                | Китай · Чжан Лян · Дай Цзюнь                                                                                                 | Тайвань Ван Минхуэй Юй Цзунвэй | Иран · Моджтаба Шоджаэй · Амир Рахнама |
| Четвёрки парные              | Китай · Ма Цзянь · Лю Чжиюй · Лю Дан · Чжан Цюань                                                                            | Республика Корея · Ким Инвон · Ким Хвигван · Ли Сонсу · Чхве Досуп                                                                             | Казахстан · Виталий Васильев · Михаил Таскин · Евгений Васильев · Владислав Яковлев                                                                             |
| Восьмёрки                    | Китай · Чэн Сюньмань · Ян Дундун · Чжао Лунцзе · Фэн Цзяхуэй · Ни Сюйлинь · Лю Хан · Ян Цзэнсинь · Ли Дунцзянь · Чжан Шэтянь | Япония · Ю Катаока · Юсукэ Имаи · Сумито Накамура · Баку Хираки · Мицуо Нисимура · Киётака Ито · Масато Кобаяси · Кэнта Тадати · Хироки Сасано | Индия · Капил Шарма · Ранджит Сингх · Баджранг Лал Такхар · П. У. Робин · Саван Кумар Калкал · Азад Мохаммед · Маниндер Сингх · Давиндер Сингх · Ахмед Мохаммед |
| Одиночки (лёгкий вес)        | Гонконг · Ло Куньхай (Лок Кваньхой)                                                                                          | Республика Корея · Ли Хакпом | Индия · Душьянт Чаухан |
| Двойки парные (лёгкий вес)   | Япония · Такахиро Суда · Хидэки Омото                                                                                        | Гонконг · Чоу Квонгвинг · Тханг Чюманг | Китай · Дун Тяньфэн · Кун Дэмин |
| Четвёрки парные (лёгкий вес) | Китай · Ю Чэнган · Ли Хуэй · Фан Цзюньцзе · Ван Тесинь                                                                       | Гонконг · Чоу Квонгвинг · Танг Чюманг · Лёнг Чуньшэк · Квань Кхичёнг                                                                           | Индонезия · Арди Исади · Танзил Хадид · Мухад Якин · Ихрам |

### Женщины
| Соревнование                 | Золото                                                     | Серебро                                                        | Бронза                                                                  |
| ---------------------------- | ---------------------------------------------------------- | -------------------------------------------------------------- | ----------------------------------------------------------------------- |
| Одиночки                     | Республика Корея · Ким Еджи                                | Гонконг · Ли Цзявэнь (Ли Гамань)                               | Вьетнам · Та Тхань Хюйен                                                |
| Двойки парные                | Китай · Дуань Цзинли · Люй Ян                              | Казахстан · Мария Васильева · Светлана Германович              | Таиланд · Роджана Роклао · Пхуттхаракса Нигри                           |
| Четвёрки парные              | Китай · Ван Минь · Шэнь Сяосин · Ван Ювэй · Чжан Синьюэ    | Республика Корея · Ким Сыльги · Ма Сером · Чон Соён · Ким Арум | Вьетнам · Ле Тхи Ан · Фам Тхи Хюэ · Фам Тхи Тхао · Фам Тхи Хай          |
| Двойки распашные             | Китай · Чжан Минь · Мяо Тянь                               | Республика Корея · Чон Соён · Ким Сохи                         | Казахстан · Екатерина Артемьева · Виктория Чепикова                     |
| Одиночки (лёгкий вес)        | Республика Корея · Чи Юджин                                | Гонконг · Ли Цзявэнь (Ли Гамань)                               | Иран · Сулмаз Аббаси                                                    |
| Двойки парные (лёгкий вес)   | Китай · Чжан Хуань · Чэнь Лэ                               | Япония · Эри Вакаи · Асуми Суэхиро                             | Таиланд · Роджана Раклао · Пхуттхаракса Нигри                           |
| Четвёрки парные (лёгкий вес) | Китай · Го Шуай · Пань Даньдань · Чэнь Цуймин · Хуан Вэньи | Вьетнам · Ле Тхи Ан · Фам Тхи Хюэ · Фам Тхи Тхао · Фам Тхи Хай | Иран · Хомейра Барзегар · Назанин Малаэй · Махса Джавар · Сулмаз Аббаси |

## Медальный зачёт
| Место | Страна           | Золото | Серебро | Бронза | Всего |
| ----- | ---------------- | ------ | ------- | ------ | ----- |
| 1     | Китай            | 9      | 0       | 1      | 10    |
| 2     | Республика Корея | 2      | 5       | 0      | 7     |
| 3     | Гонконг          | 1      | 4       | 0      | 5     |
| 4     | Япония           | 1      | 2       | 0      | 3     |
| 5     | Иран             | 1      | 0       | 3      | 4     |
| 6     | Казахстан        | 0      | 1       | 2      | 3     |
| 6     | Вьетнам          | 0      | 1       | 2      | 3     |
| 8     | Тайвань          | 0      | 1       | 0      | 1     |
| 9     | Индия            | 0      | 0       | 3      | 3     |
| 10    | Таиланд          | 0      | 0       | 2      | 2     |
| 11    | Индонезия        | 0      | 0       | 1      | 1     |
| Всего | Всего            | 14     | 14      | 14     | 42    |